# Astragalus tetrapterus
Astragalus tetrapterus är en ärtväxtart som beskrevs av Asa Gray. Astragalus tetrapterus ingår i släktet vedlar, och familjen ärtväxter. Inga underarter finns listade i Catalogue of Life.